# ميلفيل هنري كين
ميلفيل هنري كين (بالإنجليزية: Melville Henry Cane)‏ هو محامي وشاعر أمريكي، ولد في 15 أبريل 1879، وتوفي في 10 مارس 1980.